# Згорю у вогні очищення
«Згорю у вогні очищення» («Müqəddəs oda yanaram») — радянський художній фільм 1991 року, знятий режисером Гюльбаніз Азімзаде і Хафізом Фатуллаєвим.

## Сюжет
Оповідає про письменника, що втратив натхнення писати, після того, як він став займатися політикою і тільки після декількох етапів внутрішнього і морального очищення він знаходить у собі сили знову взятися за перо.

## У ролях
- Гамлет Курбанов — дядько Садиг
- Гаміда Омарова — Захра
- Фізулі Гусейнов — Заур
- Яшар Нурі — Октай
- Аббас Гахраманов — Назір
- Аян Фатуллаєва — Джаміла
- Лейла Бадірбейлі — тітка Захри
- Афаг Мохсунгізі — наречена Вогню
- Хураман Аббасова

## Знімальна група
- Режисери — Гюльбаніз Азімзаде, Хафіз Фатуллаєв
- Сценарист — Хафіз Фатуллаєв
- Оператор — Алекпер Мурадов
- Композитор — Ельдар Мансуров
- Художник — Маїс Агабеков